# Aardbeving Skopje 1963
Op 26 juli 1963 werd Skopje getroffen door een krachtige aardbeving. Bij die aardbeving vielen er ongeveer 1000 doden en raakten ongeveer 120.000 mensen dakloos. De aardbeving had een kracht van 6,1 op de schaal van Richter.